# Aly Michalka
Aly Michalka, all'anagrafe Alyson Renae Michalka (Torrance, 25 marzo 1989), è un'attrice e cantautrice statunitense.
È nota soprattutto per i suoi ruoli nelle serie televisive Phil dal futuro, Hellcats e iZombie. Insieme alla sorella AJ Michalka forma il duo Aly & AJ.

## Biografia
Alyson Michalka è nata a Torrance, California. Alyson e sua sorella Amanda sono cresciute a Seattle. Alyson ha iniziato a suonare il piano all'età di sei anni e la chitarra a cinque anni. Alla stessa età ha iniziato a recitare, soprattutto in recite per la chiesa e spettacoli scolastici. È cresciuta con fondamenti cristiani e continua ad essere praticante. Ama cantare, ed ha prodotto degli album con sua sorella.
Il debutto di Alyson nella recitazione avvenne con il ruolo di Keely Teslow nella Serie Disney Phil dal futuro. È inoltre apparsa anche nel film per la televisione di Disney Channel A me gli occhi... (2005), dove ha avuto il ruolo di Allyson Miller, una ambiziosa produttrice televisiva, e in Grosso guaio a River City. Nel film Alyson e Amanda interpretano la parte di due sorelle molto ricche figlie di un proprietario di una importante fabbrica. Dopo un grosso guaio vengono punite e spedite dal padre ad assaggiare il duro lavoro della fabbrica.
Nel film Super Sweet 16: The Movie del 2007 le sorelle Michalka interpretano due amiche che decidono di festeggiare insieme il loro sedicesimo compleanno. Nel 2009 Alyson Michalka recita al fianco di Vanessa Hudgens nel film Bandslam.
Alyson e la sorella AJ formano il duo musicale Aly & AJ, tra il 2009 e il 2015 noto come 78violet. Hanno pubblicato il loro primo album, Into the Rush, il 16 agosto 2005. Nel 2007 è uscito il loro nuovo album Insomniatic, con la loro prima vera hit Potential Break-Up Song. Il secondo singolo estratto da Insomniatic è Like Whoa. Non verrà pubblicato un terzo singolo. Dopo l'abbandono della casa discografica Hollywood Records, Aly Michalka insieme alla sorella Amanda Michalka continua a scrivere canzoni.
Aly ha recitato nel 2011 in The Roommate - Il terrore ti dorme accanto che la vede come protagonista, successivamente in Easy Girl, e un ruolo da protagonista nella serie tv Hellcats con la celebre cantante e attrice Ashley Tisdale, nel ruolo di Marti Perkins.
Dal 2016 fa parte del cast della serie TV americana iZombie, nel ruolo di Peyton, tratta dall'omonima serie fumettistica della DC-Comics. Per le prime due stagioni ha un ruolo come guest, dalla terza invece viene promossa a regular.

## Filmografia

### Attrice

#### Cinema
- Bandslam - High School Band (Bandslam), regia di Todd Graff (2009)
- Easy Girl (Easy A), regia di Will Gluck (2010)
- The Roommate - Il terrore ti dorme accanto (The Roommate), regia di Christian E. Christiansen (2011)
- Crazy Kind of Love, regia di Sarah Siegel-Magness (2013)
- Un weekend da bamboccioni 2 (Grown Ups 2), regia di Dennis Dugan (2013)
- Sequoia, regia di Andy Landen (2014)
- Weepah Way, regia di Stephen Ringer (2015)
- The Lears, regia di Carl Bessai (2016)
- Killing Winston Jones, regia di Joel David Moore (2016)

#### Televisione
- Phil dal futuro (Phil of the Future) – serie TV, 43 episodi (2004-2006)
- A me gli occhi... (Now You See It...), regia di Duwayne Dunham – film TV (2005)
- Grosso guaio a River City (Cow Belles), regia di Francine McDougall – film TV (2006)
- Heaversham Hall, regia di Dennie Gordon – episodio pilota scartato (2006)
- My Super Sweet 16: The Movie, regia di Neema Barnette – film TV (2007)
- Hellcats – serie TV, 22 episodi (2010-2011)
- CSI: NY – serie TV, episodio 8x02 (2011)
- Breaking In – serie TV, episodio 2x10 (2012)
- Due uomini e mezzo (Two and a Half Men) – serie TV, 5 episodi (2013-2014)
- Anger Management – serie TV, episodio 2x63 (2014)
- iZombie – serie TV, 58 episodi (2015-2019)
- Chevy - episodio pilota scartato (2015)
- MacGyver – serie TV, episodio 1x19 (2018)
- The Good Doctor – serie TV, episodio 5x09 (2022)

### Produttrice
- Aly & AJ in Concert (2005) – produttrice
- Weepah Way, regia di Stephen Ringer (2015) – produttrice esecutiva

### Regista
- Aly & AJ in Concert (2005)

### Sceneggiatrice
- Aly & AJ in Concert, regia di Alyson Michalka (2005)

## Discografia parziale

### Discografia con Aly & AJ
- 2005 - Into the Rush
- 2006 - Acoustic Hearts of Winter
- 2007 - Insomniatic
- 2017 - Ten Years
- 2019 - Sanctuary
- 2021 - A Touch of the Beat Gets You Up on Your Feet Gets You Out and Then Into the Sun

### Discografia solista

#### Album
- 2009 - Bandslam

#### Singoli
- 2009 - Amphetamine
- 2009 - I Want You to Want Me
- 2009 - Someone to Fall Back On

## Doppiatrici italiane
Nelle versioni in italiano dei suoi lavori, Alyson Michalka è stata doppiata da:
- Gemma Donati in Phil dal futuro,  A me gli occhi, Grosso guaio a River City, Bandslam - High School Band
- Francesca Manicone in Easy Girl, The Roommate - Il terrore ti dorme accanto, iZombie
- Cristina Poccardi in Un weekend da bamboccioni 2
- Domitilla D'Amico in Due uomini e mezzo
- Myriam Catania in Hellcats